# Спокійне
Спокі́йне (до 1948 року — Дерменджи, крим. Dermenci) — село Сімферопольського району Автономної Республіки Крим. Підпорядковується Донській сільській раді.

## Сучасність
У Спокійному 3 вулиці. Площа, займана селом, 5 гектарів, на якій у 30 дворах, за даними сільради на 2009 рік, числилось 46 жителів. Село пов'язане автобусним сполученням з Сімферополем.

## Географія
Село Спокійне розташоване на північному сході району, приблизно в 20 кілометрах (по шосе) від Сімферополя. Спокійне знаходиться на стику передгірної і степової зон Криму, в пониззі долини річки  Бештерек, висота центру села над рівнем моря — 213 м. Сусідні села Давидово - близько кілометра нижче по долині і Донське приблизно в 2,5 км вище. Спокійне фактично складається з трьох частин на відстані 200-300 м один від одного вздовж русла Бештерека — колишні села Дерменджи і Керменчі, об'єднаних в Терменчі ще на початку XIX століття.